# Communauté de communes Saône-Beaujolais
La communauté de communes Saône-Beaujolais est une communauté de communes française, située dans le département du Rhône en région Auvergne-Rhône-Alpes.

## Historique
Par arrêté préfectoral du 29 avril 2013, la communauté est créée le 1er janvier 2014 par la fusion entre les communautés de communes de la région de Beaujeu et Beaujolais Val de Saône et l'intégration de la commune de Cenves. Elle prend le nom de communauté de communes Saône-Beaujolais.
La communauté de communes Saône-Beaujolais fusionne avec la communauté de communes du Haut-Beaujolais et intègre la commune de Saint-Georges-de-Reneins le 1er janvier 2017, dans le cadre du nouveau schéma de coopération intercommunal validé par arrêté préfectoral le 17 mars 2016,.
Le 1er janvier 2019, le nombre de communes passe de 42 à 35 avec la création des communes de Deux-Grosnes (par fusion d'Avenas, Monsols, Ouroux, Saint-Christophe, Saint-Jacques-des-Arrêts, Saint-Mamert et Trades) et de Belleville-en-Beaujolais (par fusion de Belleville et Saint-Jean-d'Ardières).

## Territoire communautaire

### Composition
La communauté de communes est composée des 35 communes suivantes :

| Nom                              | Code Insee | Gentilé          | Superficie (km2) | Population (dernière pop. légale) | Densité (hab./km2) |
| -------------------------------- | ---------- | ---------------- | ---------------- | --------------------------------- | ------------------ |
| Belleville-en-Beaujolais (siège) | 69019      | Bellevillois     | 22,86            | 13 767 (2022)                     | 602                |
| Aigueperse                       | 69002      | Aiguepersirons   | 12,95            | 239 (2022)                        | 18                 |
| Les Ardillats                    | 69012      | Ardillatons      | 23,1             | 616 (2022)                        | 27                 |
| Azolette                         | 69016      | Azolettons       | 4,18             | 122 (2022)                        | 29                 |
| Beaujeu                          | 69018      | Beaujolais       | 17,85            | 2 103 (2022)                      | 118                |
| Cenves                           | 69035      | Cenvards         | 26,48            | 393 (2022)                        | 15                 |
| Cercié                           | 69036      | Cerciatons       | 4,94             | 1 135 (2022)                      | 230                |
| Charentay                        | 69045      | Charentois       | 13,78            | 1 269 (2022)                      | 92                 |
| Chénas                           | 69053      | Chénaillons      | 8,18             | 534 (2022)                        | 65                 |
| Chiroubles                       | 69058      | Chiroublons      | 7,32             | 416 (2022)                        | 57                 |
| Corcelles-en-Beaujolais          | 69065      | Corcellois       | 9,3              | 993 (2022)                        | 107                |
| Deux-Grosnes                     | 69135      |                  | 83,6             | 1 923 (2022)                      | 23                 |
| Dracé                            | 69077      | Dracéens         | 14,87            | 1 178 (2022)                      | 79                 |
| Émeringes                        | 69082      | Émeringeons      | 3,01             | 278 (2022)                        | 92                 |
| Fleurie                          | 69084      | Fleuriatons      | 13,94            | 1 351 (2022)                      | 97                 |
| Juliénas                         | 69103      | Juliénatons      | 7,56             | 883 (2022)                        | 117                |
| Jullié                           | 69104      | Julliatons       | 9,88             | 496 (2022)                        | 50                 |
| Lancié                           | 69108      | Lancerons        | 6,6              | 1 082 (2022)                      | 164                |
| Lantignié                        | 69109      | Lantignatons     | 7,4              | 851 (2022)                        | 115                |
| Marchampt                        | 69124      | Grobis           | 17,74            | 452 (2022)                        | 25                 |
| Odenas                           | 69145      | Odenassiens      | 9,02             | 943 (2022)                        | 105                |
| Propières                        | 69161      | Propirons        | 16               | 477 (2022)                        | 30                 |
| Quincié-en-Beaujolais            | 69162      | Quinciatons      | 22,05            | 1 382 (2022)                      | 63                 |
| Régnié-Durette                   | 69165      | Durégnatons      | 11,72            | 1 159 (2022)                      | 99                 |
| Saint-Bonnet-des-Bruyères        | 69182      | Saint-Bonnetis   | 21,2             | 372 (2022)                        | 18                 |
| Saint-Clément-de-Vers            | 69186      | Saint-Clémentois | 8,96             | 205 (2022)                        | 23                 |
| Saint-Didier-sur-Beaujeu         | 69196      | Saint-Didiatons  | 14,62            | 603 (2022)                        | 41                 |
| Saint-Étienne-la-Varenne         | 69198      | Stéphanois       | 6,96             | 783 (2022)                        | 112                |
| Saint-Georges-de-Reneins         | 69206      | Reneimois        | 27,49            | 4 533 (2022)                      | 165                |
| Saint-Igny-de-Vers               | 69209      | Saint-Ignons     | 27,35            | 581 (2022)                        | 21                 |
| Saint-Lager                      | 69218      | Saint-Lageois    | 7,74             | 1 051 (2022)                      | 136                |
| Taponas                          | 69242      | Taponassiens     | 7,64             | 908 (2022)                        | 119                |
| Vauxrenard                       | 69258      | Varnaudis        | 19,19            | 315 (2022)                        | 16                 |
| Vernay                           | 69261      | Vernayons        | 5,59             | 117 (2022)                        | 21                 |
| Villié-Morgon                    | 69267      | Villiatons       | 18,74            | 2 132 (2022)                      | 114                |

### Démographie
| 1968   | 1975   | 1982   | 1990   | 1999   | 2010   | 2015   | 2021   |
| ------ | ------ | ------ | ------ | ------ | ------ | ------ | ------ |
| 31 134 | 31 267 | 31 451 | 31 914 | 33 987 | 40 798 | 43 601 | 45 074 |

## Administration

### Siège
Le siège de la communauté de communes est situé à Belleville-en-Beaujolais.

### Les élus
Le conseil communautaire de Saône-Beaujolais se compose de 68 conseillers représentant chacune des communes membres et élus pour une durée de six ans.
Ils sont répartis comme suit :
| Nombre de délégués | Communes |
| ------------------ | --- |
| 14                 | Belleville-en-Beaujolais |
| 5                  | Saint-Georges-de-Reneins |
| 2                  | Beaujeu, Cercié, Charentay, Corcelles-en-Beaujolais, Deux-Grosnes, Dracé, Fleurie, Julienas, Lancié, Lantignié, Odenas, Quincié-en-Beaujolais, Régnié-Durette, Saint-Lager, Taponas, Villié-Morgon |
| 1 (+1 suppléant)   | les 17 autres communes |

### Présidence
| Période      | Période      | Identité         | Étiquette | Qualité                                                                    |
| ------------ | ------------ | ---------------- | --------- | -------------------------------------------------------------------------- |
| 2014         | juillet 2020 | Bernard Fialaire |           | maire de Belleville (1995 → 2018), puis de Belleville-en-Beaujolais (2019) |
| juillet 2020 | En cours     | Jacky Ménichon   |           | maire de Lancié (2008 → )                                                  |

### Régime fiscal et budget
Le régime fiscal de la communauté de communes est la fiscalité professionnelle unique (FPU).